# Heusden Koers 1975
De 27e editie van de Belgische wielerwedstrijd Heusden Koers werd verreden op 12 augustus 1975. De start en finish vonden plaats in Heusden. De winnaar was Roger De Vlaeminck, gevolgd door André Dierickx en Lucien Willekens.

## Uitslag
| Heusden Koers 1975 |                    |          |       |
| Plaats             | Naam               | Ploeg    | Tijd  |
| Winnaar            | Roger De Vlaeminck | Brooklyn | 3u31' |
| 2                  | André Dierickx     | Rokado   | + 35" |
| 3                  | Lucien Willekens   | Davica   | z.t.  |

1929 · 1930-1935 · 1936 · 1937 · 1938 · 1939 · 1952 · 1953 · 1954 · 1955 · 1956 · 1957 · 1958 · 1959 · 1960 · 1961 · 1962 · 1963 · 1964 · 1965 · 1966 · 1967 · 1968 · 1969 · 1970 · 1971 · 1972 · 1973 · 1974 · 1975 · 1976 · 1977 · 1978 · 1979 · 1980 · 1981 · 1982 · 1983 · 1984 · 1985 · 1986 · 1987 · 1988 · 1989 · 1990 · 1991 · 1992 · 1993 · 1994 · 1995 · 1996 · 1997 · 1998 · 1999 · 2000 · 2001 · 2002 · 2003 · 2004 · 2005 · 2006 · 2007 · 2008 · 2009 · 2010 · 2011 · 2012 · 2013 · 2014 · 2015 · 2016 · 2017 · 2018 · 2019 · 2020 · 2021 · 2022 · 2023